# Гусейн-хан Кубинский
Гусейн-хан — несостоявшийся уцмий Кайтага в период 1688—1689. Родоначальник династии Кубинских ханов. Военно-политический деятель в истории Дагестана и Азербайджана конца XVII века.

## Биография
К сороковым годам род уцмиев разделился на две линии. Старшая из них имела пребывание в Маджалисе, младшая — в Янгикенте. Из двух линий старшие и способнейшие в роде поочерёдно получали титул уцмия. Ставший уцмием, должен был со своей семьёй поселяться в Башлы, где выполнял управленческие функции. Рустам-хан, бывший на тот момент был уцмием, относился к янгикенской ветви.
В первой половине 1640-х разразилась междоусобная война между линиями. Янгикентские напали на Маджалис и истребили всю линию, за исключением малолетнего Гусейн-хана, которого спас его молочный брат (или просто приближенный) Айда-бек и переселил к шамхалу. Он был единственным известным выжившим из маджалисского рода.
Достигнув совершеннолетия, он покинул шамхальство, где он жил, и нашёл убежище в Иране, где поселился у местного кадия и женился на его дочери, от которой у него родилась дочь, ставшая впоследствии «родоначальницей рудбарских и сальянских султанов». Вскоре Гусейн с Айда-беком и с целой свитой нукеров оказался в столице — Исфахане. Зухра-ханум, дочь каджарского богача, влюбилась в Гусейн-хана и обеспечивала ему средства для светской жизни. Они поженились и родился сын Ахмед-хан, ставший основателем династии кубинских ханов. По этой причине персидский шах Ага-Мухаммад называл потому Гусейн-хана, Шейх-Али-хана, своим родственником.
Зухра-ханум сочинила песню, ставшей тогда народной во всей Персии. Гусейн-хан предстаёт в ней «полуокутанный буркой ... надев шапку по-кайтагски». Она ввела Гусейна в круг важных лиц государства, после этого он стал известен шаху.
Вскоре Гусейн-хан стал правителем Кубинского ханства и построил крепость Худат, сделав её своей резиденцией. Гусейн-хан стал шиитом и начал готовиться к походу в Кайтаг для завоевания престола.
Имея значительную военную помощь от шаха Сулеймана, Гусейн-хан в 1100 году хиджры (1688—1689 год хр. эры) пошёл на Кайтаг и овладел селом Башлы. После этого Али-Султан собрал войско в 30 тысяч человек. На этом моменте рассказы дореволюционных историков Бакиханова и Алкадари различаются в деталях. В версии Бакиханова сказано, что уцмий собрал войско «из разных горских народов», Алкадари же пишет: «…Али-Султан уцмий бежал оттуда к шамхалу, сообщил и остальным старейшинам Дагестана о происшедшем, собрал у них до тридцати тысяч войска…». С войском Али-Султан вернул Башлы и вытеснил Гусейн-хана в Кубу, где тот скончался около 1690 года. 

В одном арабоязычном сочинении неизвестного автора, переписанном в 1850—1851 году, говорится:
Затем царь рафизитов послал с войсками [другого] эмира, по имени Хусайн-хан, во время [правления] Алисултана-усуми, который [также] занимался подкупом: [это было] в тысяча сотом (1688-89) году. Тот (Хусайн-хан) пошёл с войсками на город Баршли, захватил его и обосновался в нём. Алисултан-усуми собрал своё войско числом в тридцать тысяч [воинов] и вёл ожесточённые сражения с рафизитами, которых изгнал из города Баршли. Рафизиты обратились в бегство, и мусульмане предавали их мечу, уничтожили огромное число их, и текла кровь рафизитов рекой.

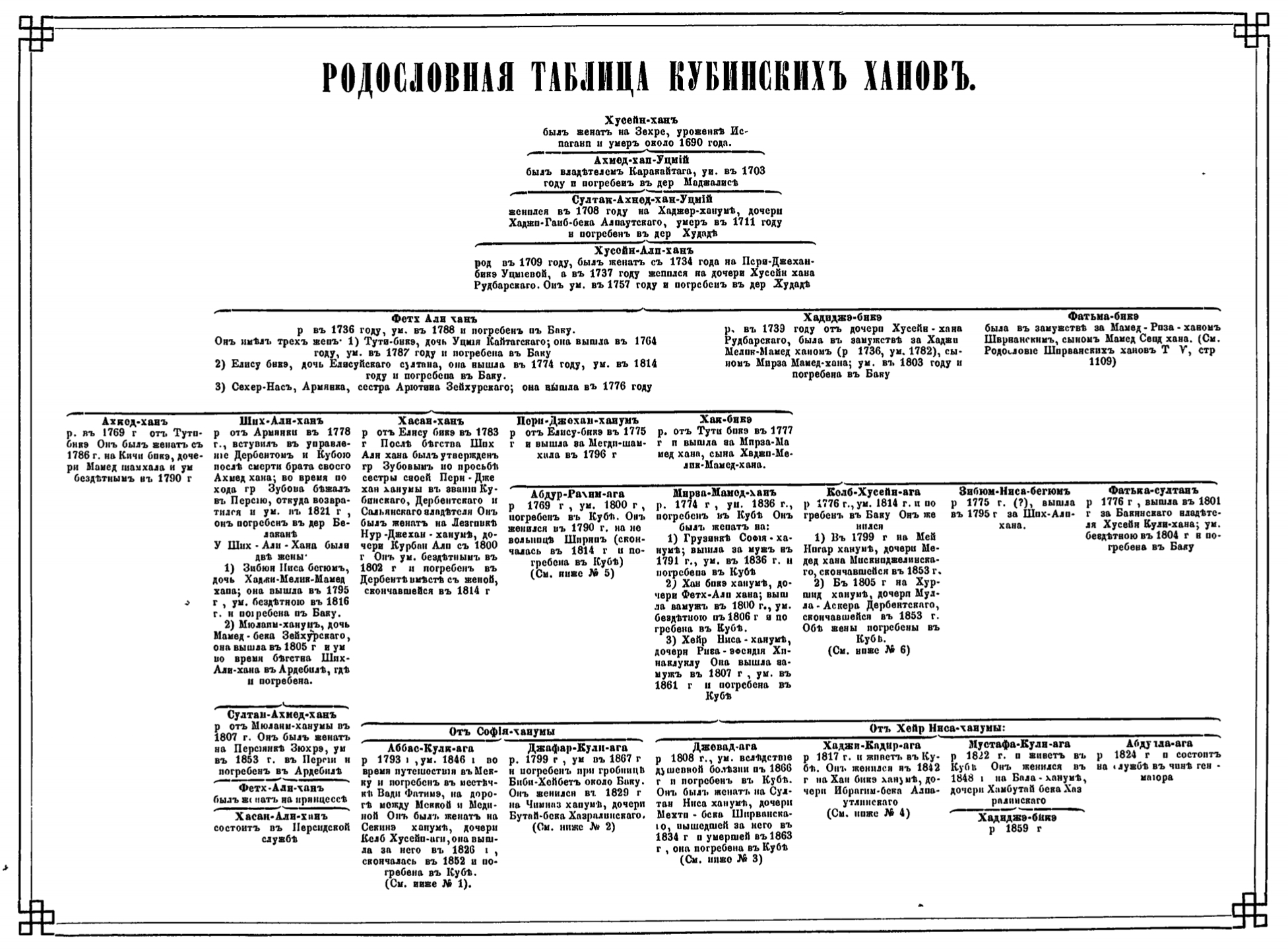
Родословная потомков Гусейн-хана